# St. Johannis (Sandstedt)

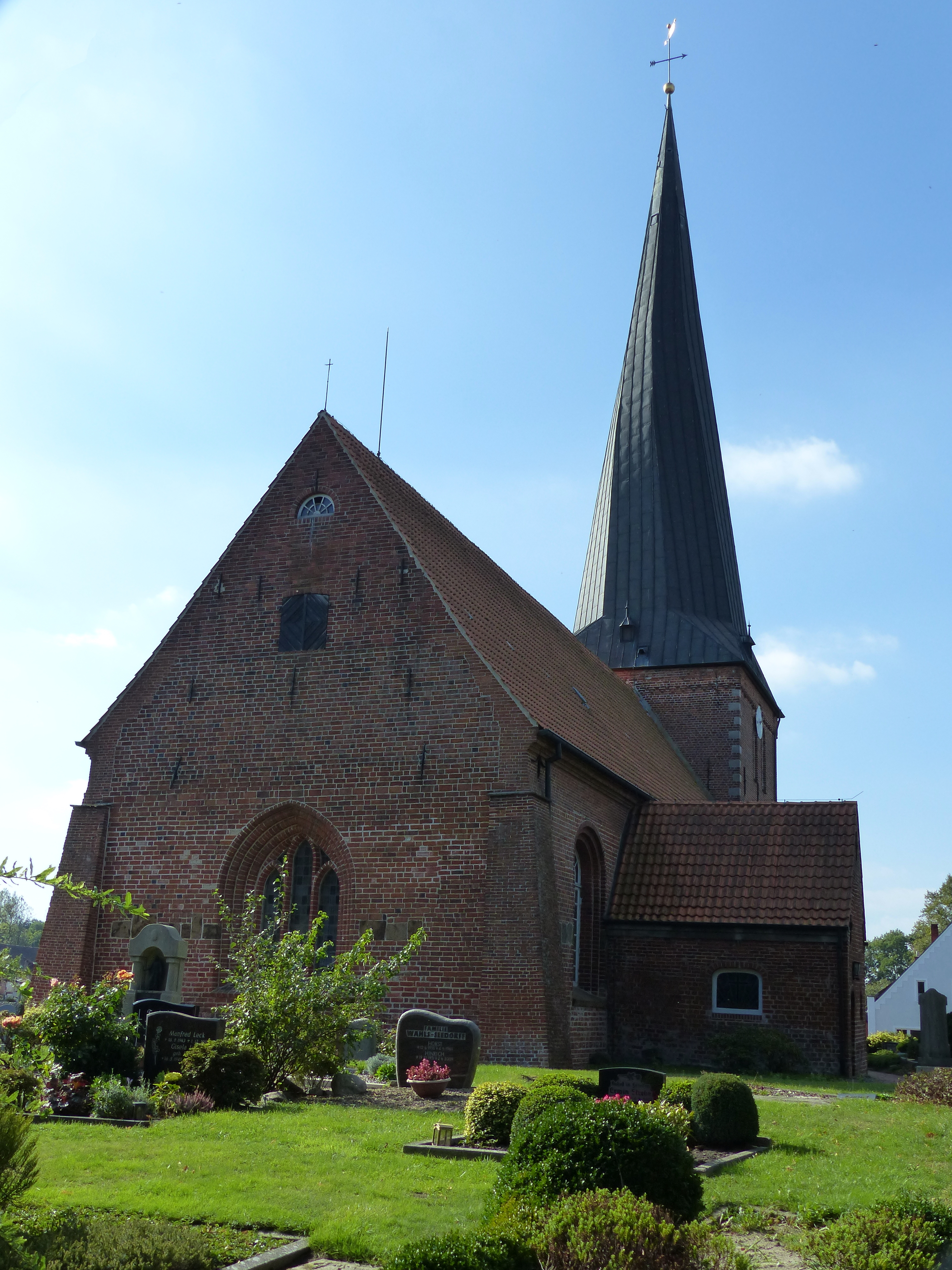
St. Johannis

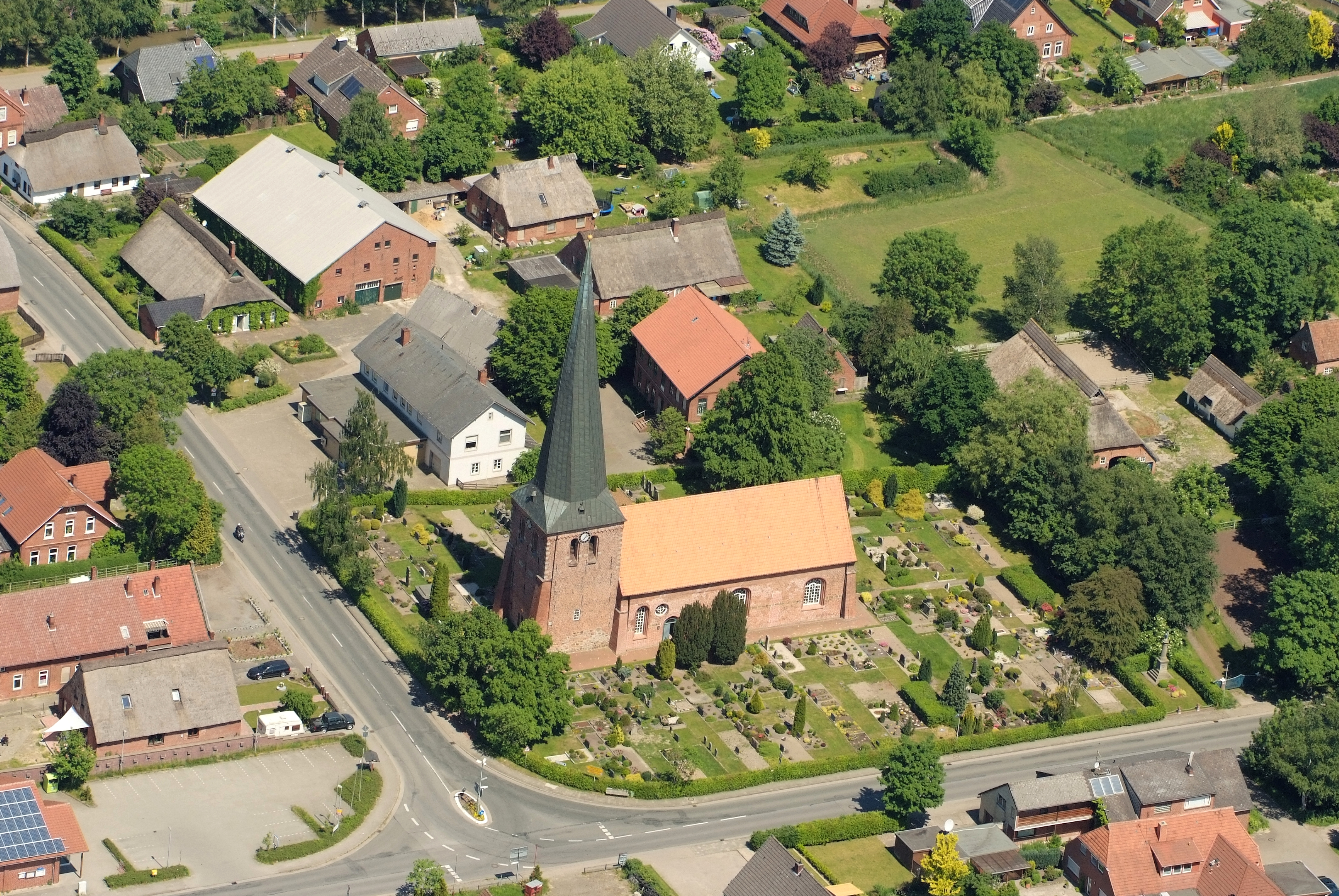
Luftbild

Die Kirche St. Johannis  in Sandstedt, einer Ortschaft in der Einheitsgemeinde Hagen im Bremischen im niedersächsischen Landkreis Cuxhaven, liegt an der Unterweser gegenüber der Stadt Brake. Die Kirche ist nach Johannes dem Täufer benannt.
Zur Kirchengemeinde Sandstedt im Kirchenkreis Wesermünde der Evangelisch-lutherischen Landeskirche Hannovers gehören die Dörfer Rechtenfleth, Sandstedt und Offenwarden.

## Geschichte
Die erste Kirche direkt an der Weser wurde um 1050 als Tochterkirche von Bramstedt (östlich von Hagen i. B.) gegründet. Sie stürzte während der Flut 1419 ein. Die jetzige Kirche wurde etwas weiter von der Weser entfernt 1420 auf einer Wurt neu errichtet. Das Fundament besteht aus Hausteinen der alten Kirche.
Zwischen 1420 und 1450 wurden die Wände flächendeckend mit Malereien versehen, die 1939 freigelegt wurden.
Um 1540 nahm die Kirchengemeinde Sandstedt den evangelischen Glauben an.
Der erste Turm von 1587 wurde 1613 durch einen neuen ersetzt. Die Kanzel entstand 1660, das Taufbecken 1674 und der Altar um 1700. Zu Beginn des 19. Jahrhunderts wurde die Gewölbedecke eingezogen.
In der 2. Hälfte des 19. Jahrhunderts wurden eiserne Radleuchter angebracht. 1939 wurden Emporen im Altarbereich entfernt.
Von 1997 bis 2002 wurde die Kirche aufwendig restauriert (u. a. Radleuchter). Im Laufe der Jahrhunderte ist die Kirche im Kleiboden gleichmäßig etwas eingesackt.

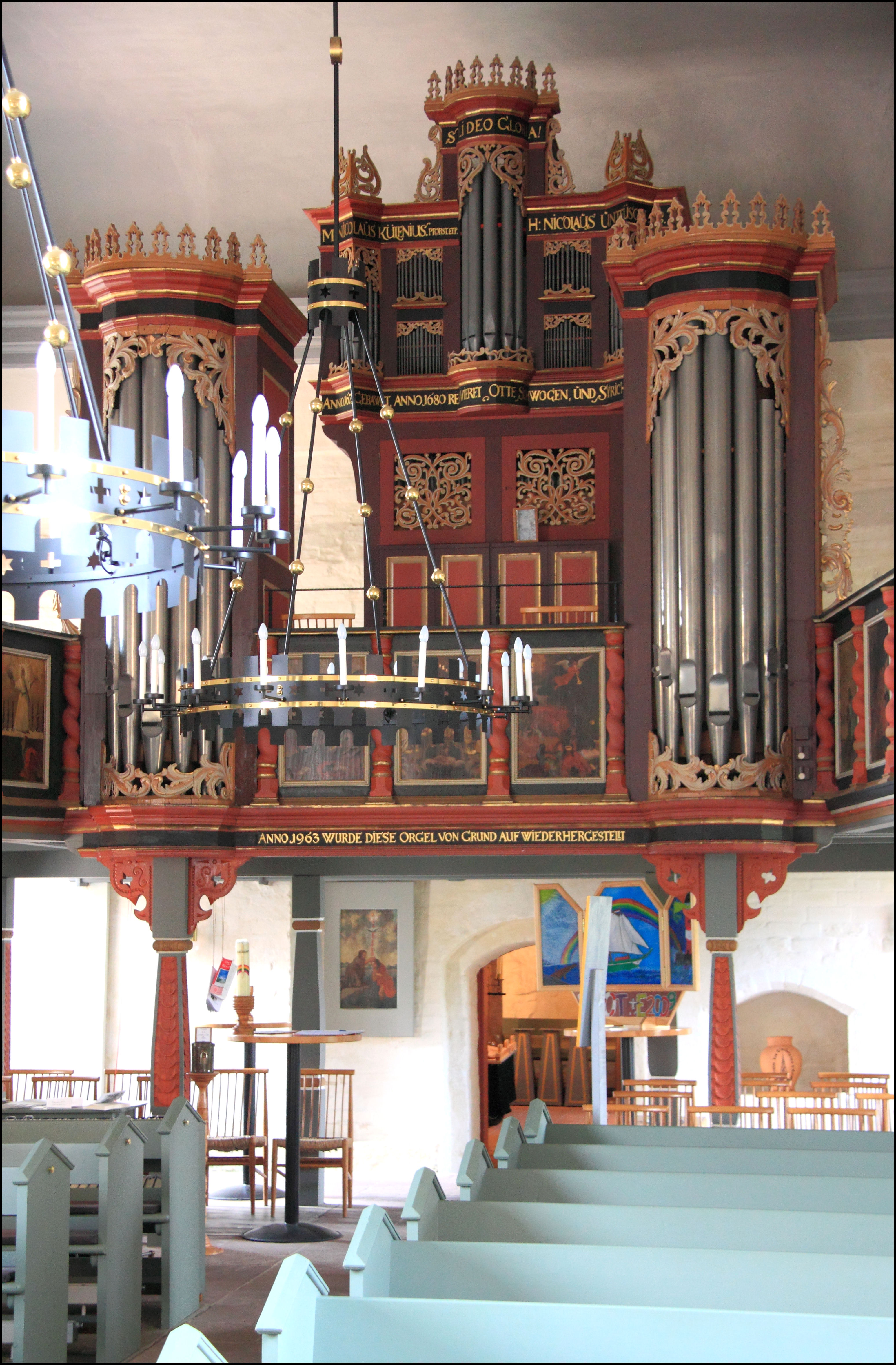
Orgel

Die Orgel wurde 1680 renoviert und 1727 erweitert. 1962 kam es zur Neukonstruktion des Altaraufsatzes und der Orgelempore. 1986 wurde der Orgelbau vollendet.

## Gebäude und Ausstattung
Die Johanniskirche ist eine geostete Saalkirche mit einem Satteldach. Sie ist 37,50 m lang und 10 m breit. An der Nordseite ist eine Sakristei angebaut.

### Altar
Der Chorraum ist nur um eine kleine Stufe gegenüber dem Kirchenschiff erhöht. Der barocke Altar ist mit vielen Verzierungen ausgestattet. Der Altaraufsatz wurde vermutlich vom Bildhauer Jakob Helmerß aus Stade geschnitzt. Das untere Ölbild stellt die Abendmahlsszene dar. Das mittlere große Ölbild zeigt Jesus am Kreuz, das obere Jesu Auferweckung und Himmelfahrt. Es handelt sich hier um Kopien nach Anton van Dyck und Peter Paul Rubens aus dem Ende des 18. Jahrhunderts. Die Evangelisten Matthäus mit dem geflügelten Menschen und Markus mit dem Löwen sind stehend dargestellt. Lukas mit dem Stier und Johannes mit dem Adler sind liegend gestaltet.

### Kanzel

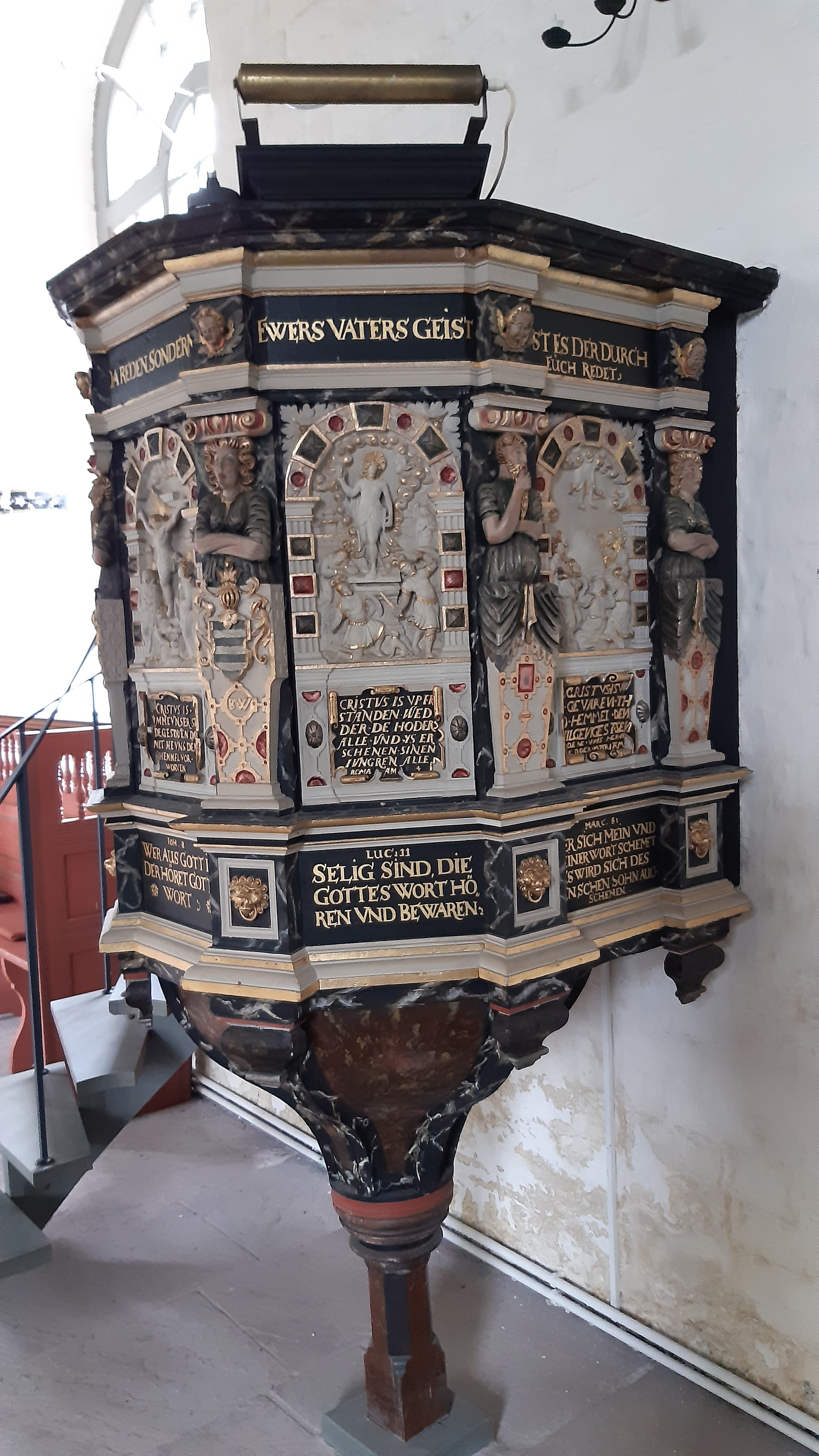
Kanzel von 1600

Die farbig gefasste Kanzel wurde von dem Snitger Jacob Braun („BRUN JACVPES THO OLDENBORCH“) signiert und ist mit „1600“ datiert. Ihr Zustand ist nicht mehr ganz original: die Pfeilerstütze wurde bei einer Umsetzung um die Hälfte gekürzt, der Schalldeckel mit seinen Rocaillen in der Mitte des 18. Jahrhunderts zugefügt, der Treppenaufgang 1962 ersetzt und zugleich eine neue Farbfassung nach Befund aus dem 18. Jahrhundert erneuert. Etwas einförmige Hermenpilaster gliedern den in seiner Farbigkeit dekorativen Kanzelkorb zwischen dessen flachen Reliefs mit Darstellungen der Verkündigung, Anbetung der Hl. Drei Könige, Kreuzigung, Auferstehung und Himmelfahrt.

### Nischen
Drei Nischen befinden sich an der Nordwand im Altarbereich. Die große Nische mit einem Flachbogen ist ein nicht mehr genutztes Ostergrab.
An der Fensterlaibung befindet sich hinter einer Eisengittertür der ebenfalls nicht mehr genutzte Tabernakel aus der katholischen Zeit der Kirche. Unter dem Tabernakel ist das Handwaschbecken für den Priester zu sehen.

### Fenster
Die vier großen rundbogigen Fenster an der Nord- und Südwand haben eine einfache Verglasung mit sehr vielen Sprossen.

### Taufständer
Der Taufständer befindet sich im Chor zwischen dem Altar und der Kanzel. Das Taufbecken ist eine Arbeit des Zimmermeisters Johann Moller im Stil der Kanzel. Reliefs stellen das Leben Jesu dar. Der Deckel des Taufbeckens mit einem Taubenhandgriff ist jüngeren Datums.

### Die Radleuchter
Die eisernen Radleuchter nehmen einen großen Raum im Kirchenschiff ein. Sie wurden nach historischen Fotos im Jahr 2002 rekonstruiert. Die Vorgänger waren 1939 verschrottet worden.
Jeder der drei Radleuchter hat 16 elektrische Kerzen. Der Kranz ist mit Sternen und Kreuzen im Wechsel perforiert. Der Durchmesser der Radleuchter beträgt etwa 2 Meter.

### Gotische Wandmalereien
Von den Wandmalereien aus der Zeit der Gotik sind nur Bruchstücke erhalten geblieben.
Lange Zeit waren sie übermalt worden. Auf der rechten Seite der Ostwand steht auf einem Rosenteppich überlebensgroß Maria als gekrönte Himmelskönigin mit dem Jesuskind. Auf der linken Seite der Ostwand erkennt man auf einer Thronbank sitzend Anna selbdritt. Mutter Anna hat auf ihrem Schoß die Jungfrau Maria, die ihrem Sohn Jesus die Brust gibt. Rechts von der Gruppe sieht man Maria Kleophae mit Johannes dem Täufer als Kind und links Maria Salome mit ihrem Kind Johannes, dem späteren Apostel.
An der Nordwand über der Priestertür steht der Apostel Petrus mit dem Schlüssel. Links neben der Priestertür, die jetzt zur Sakristei führt, ist ein Weihekreuz als Kopie aus dem Jahr 2002 zu sehen. Über der vermauerten Nische der Nordwand ist die Steinigung des Erzmärtyrers Stephanus dargestellt. Rechts daneben ist die versuchte Festnahme eines jungen Mannes bei der Gefangennahme Jesu zu erkennen.

### Epitaph und Stiftungstafel
Oben an der Nordwand hängt eine Gedächtnistafel der Familie Heshausen. An der Südwand hängt eine große Tafel des Stifters Johan Illies, eines Kaufmannes aus Lissabon.

### Orgelempore und Orgel
Die Orgelempore enthält Bilder aus dem Alten und Neuen Testament. Als Einzelbild unter der Empore ist die Taufe Jesu durch Johannes zu sehen. In der Türfüllung unter der Empore stellt das obere Bild den sinkenden Petrus dar, das untere Rut und Boas, die zum Stammbaum Jesu gehören.
Von der alten Orgel ist nur der Prospekt von 1671/1680 erhalten. Es wird vermutet, dass Arp Schnitger die Orgel 1680 renoviert hat. Die jetzige Orgel mit 16 Registern stammt von der Werkstatt Gebrüder Hillebrand Orgelbau in Altwarmbüchen. Das Hauptwerk wurde 1963 eingebaut, das Pedal 1974. Die Wilhelmshavener Werkstatt Führer brachte den Bau der Orgel mit dem Brustwerk zum Abschluss.

### Westturm und Glocken
Am Kirchturm ist die Drehung in der mittleren Turmspitze auffallend. Diese Drehung entstand bei der Trocknung der zu früh eingebauten Sparren. An der Westseite des Turmes befinden sich sechs Wappen aus der Entstehungszeit. Der am unteren Ende massive Turm hat insgesamt eine Höhe von 52,50 m.
Drei Glocken hängen in circa 22 m Höhe im hölzernen Glockenstuhl des Kirchturms. Die große Glocke aus dem Jahr 1801 wiegt 1299 kg und wurde von der Glockengießerei Johann Philipp Bartels in Bremen gegossen, die kleine Glocke im Jahr 1868 ebenfalls.
Die mittlere Glocke wurde 1957 bei der Fa. Rincker im hessischen Sinn gegossen. Sie wiegt 664 kg.
An der Südseite des Turms befindet sich ein Höhenfestpunkt der Königlich Preußischen Landes-Aufnahme. Eine Höhenangabe ist nicht mehr ablesbar. An der Westseite des Turms erinnern drei Gedenktafeln unter einem goldenen Kreuz an die Toten und Vermissten der beiden Weltkriege.

## Der Friedhof
Etwa 40 denkmalgeschützte Grabmale auf dem Friedhof rings um die Kirche zeugen von begüterten Marschenbauern des 16. bis 19. Jahrhunderts. Sie sind aus Obernkirchener Sandstein hergestellt. Der Friedhof wird weiterhin als Gemeindefriedhof genutzt. In der südöstliche Ecke des Friedhofs ließ die Gemeinde Sandstedt 1875 die Viktoriasäule zur Erinnerung an den Deutsch-Französischen Krieg von 1870/71 aufstellen.

## Galerie

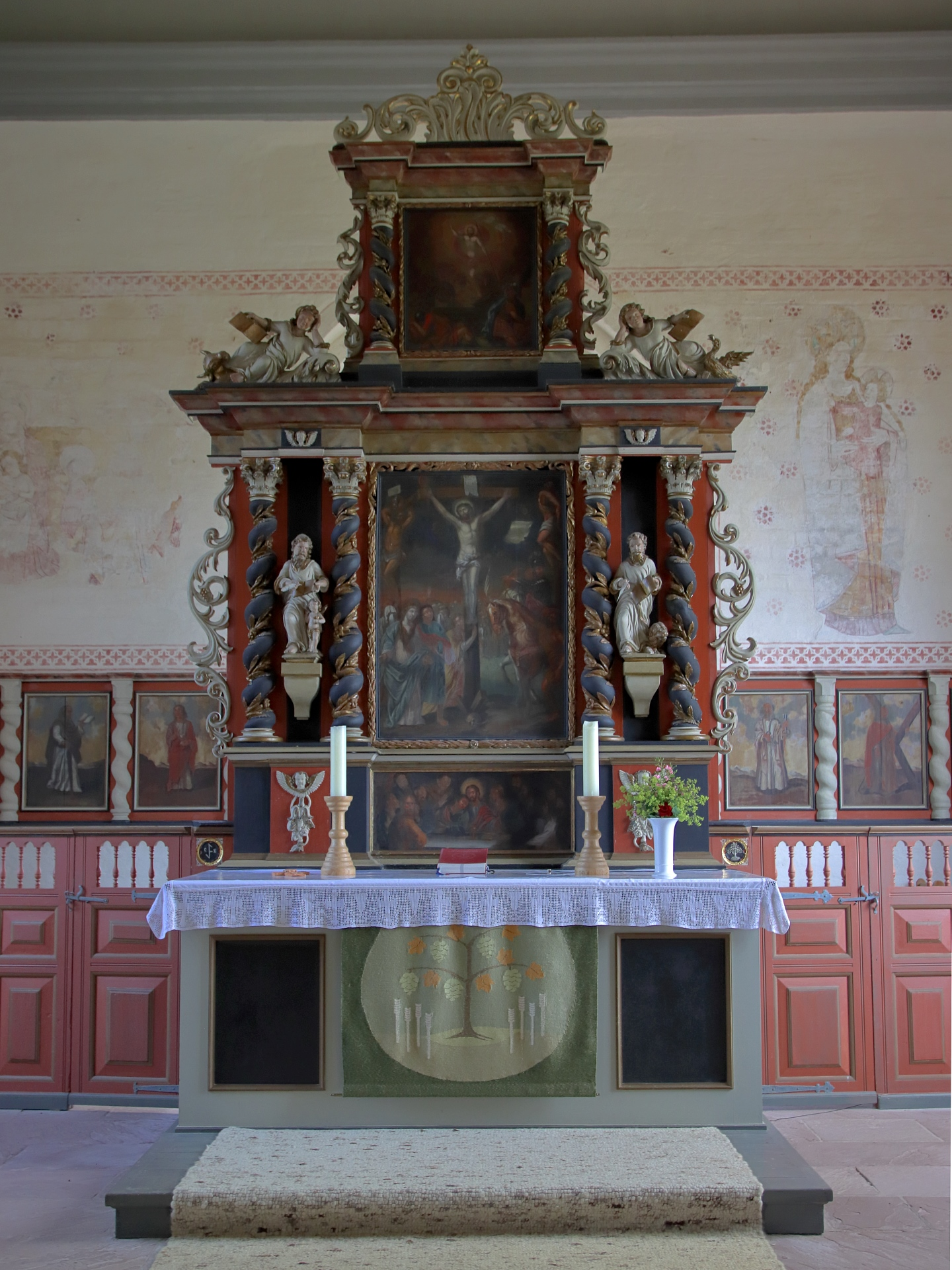
Altar
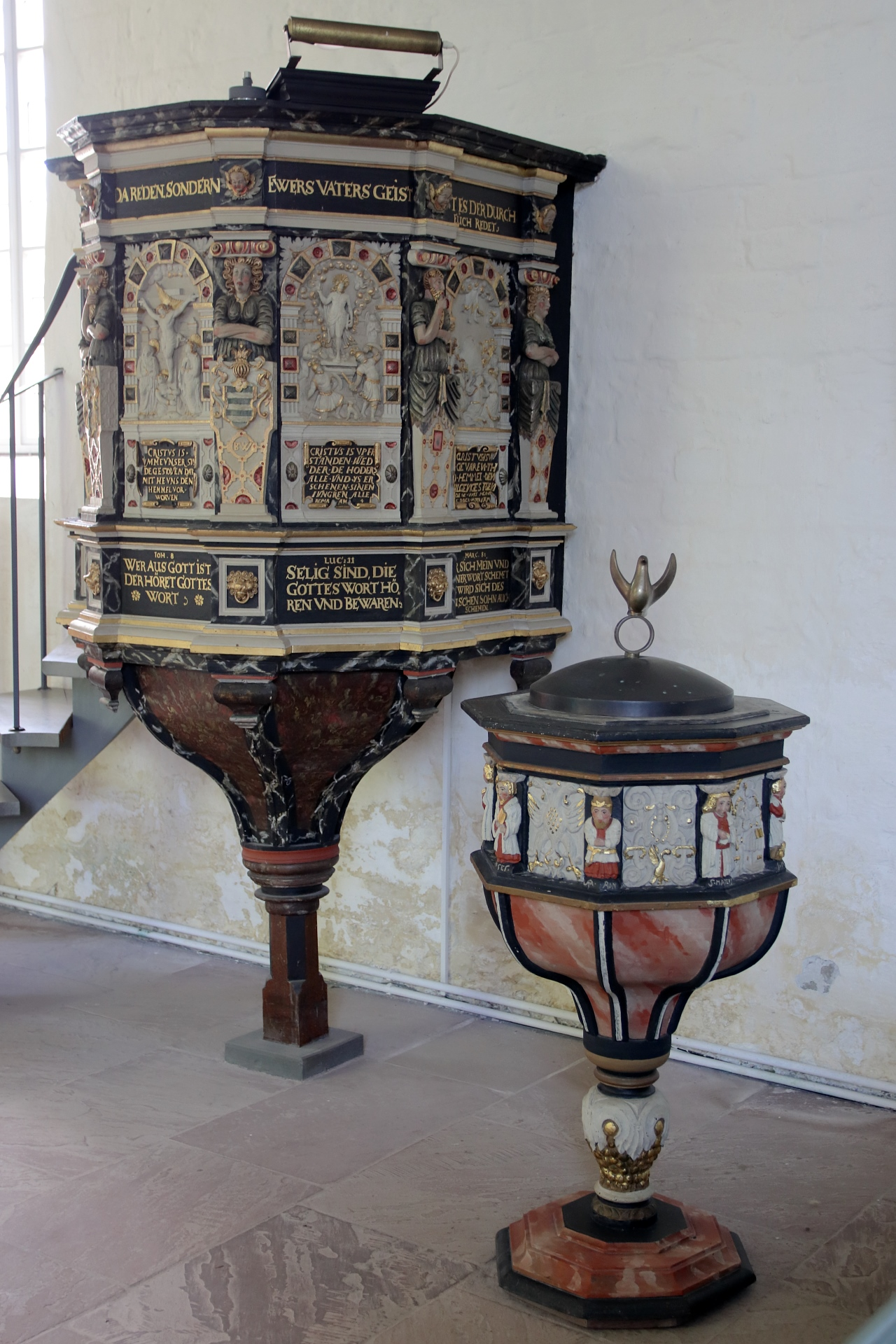
Kanzel und Taufbecken
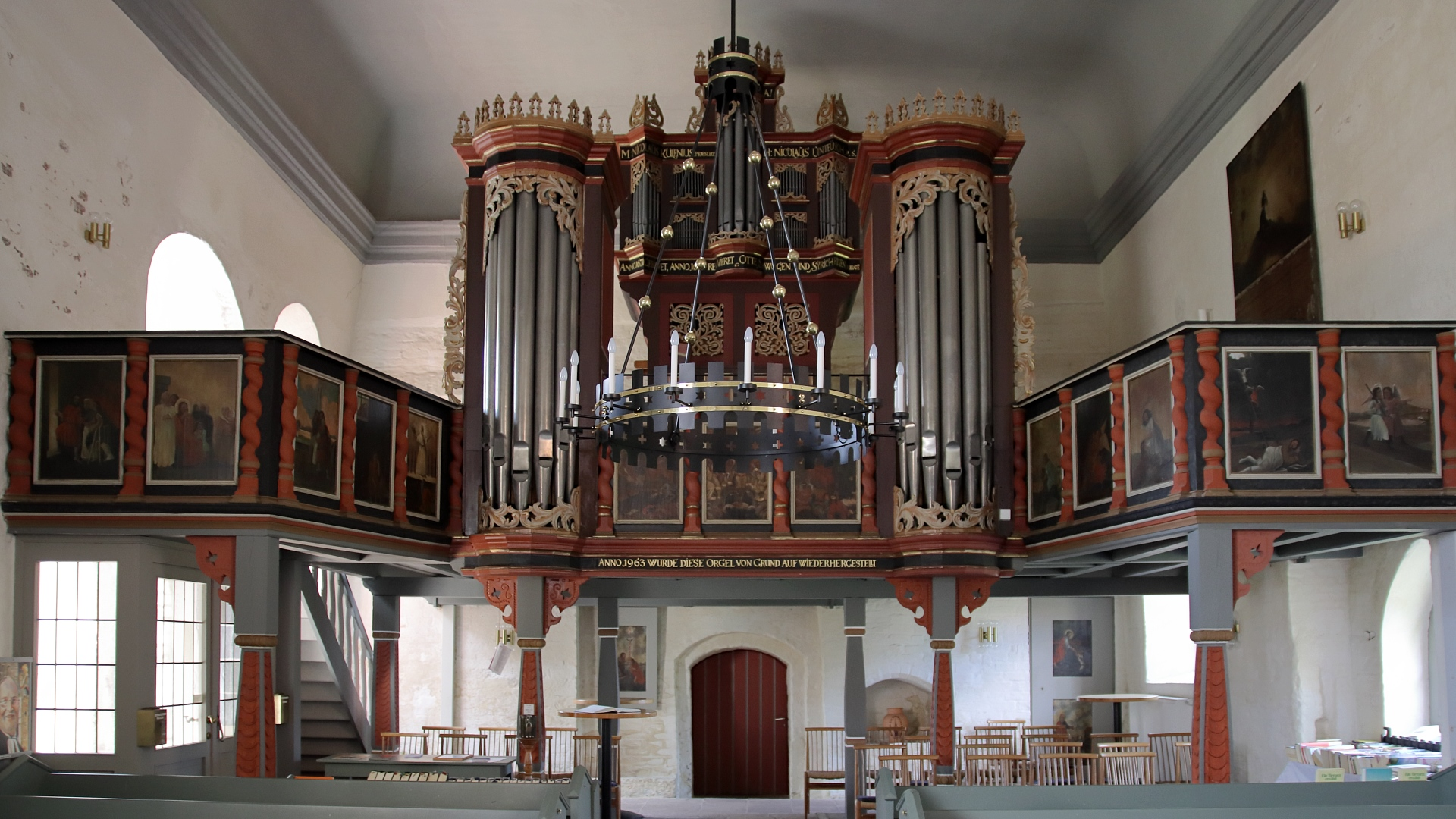
Orgelempore und Orgel
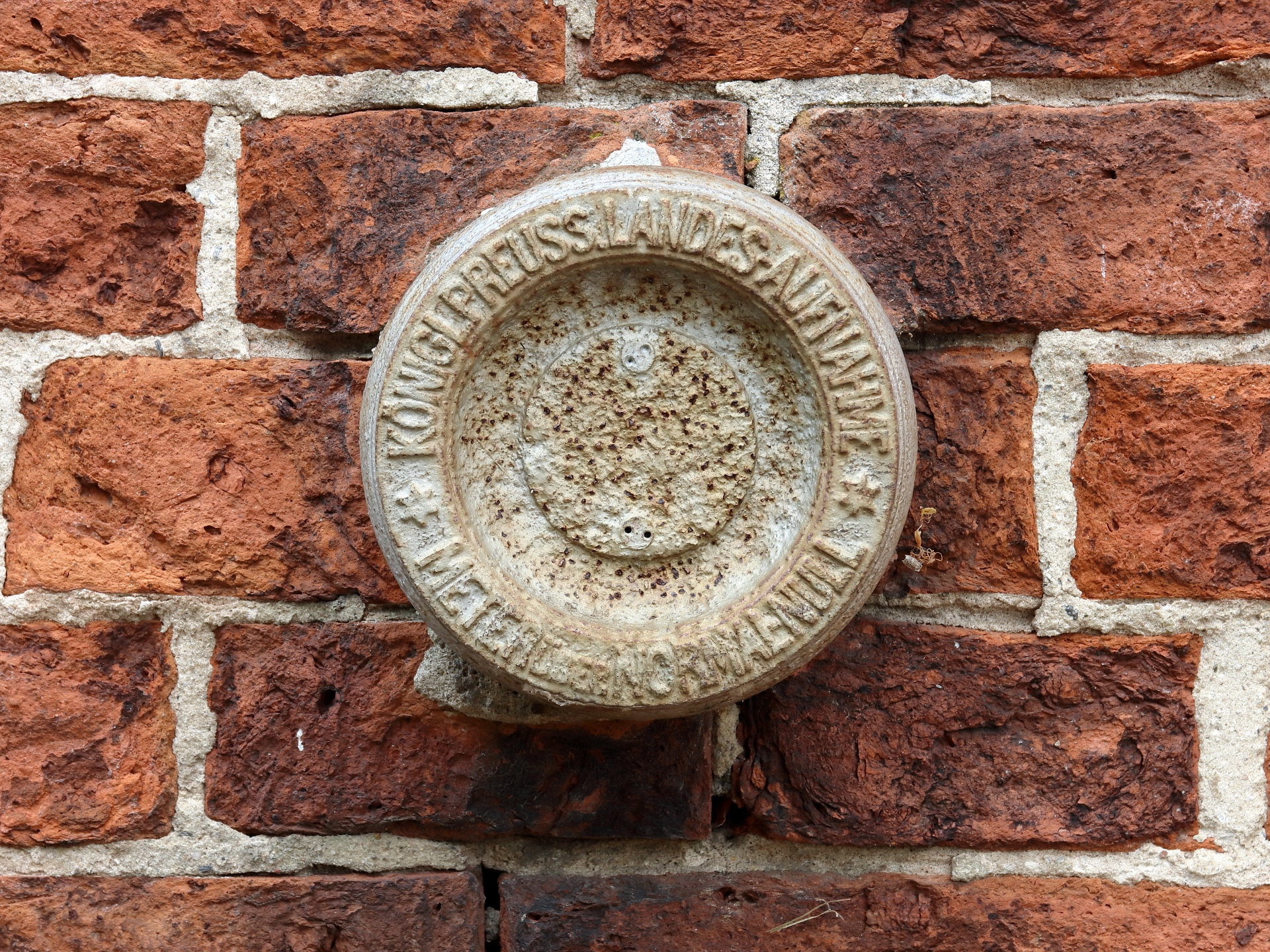
Höhenfestpunkt
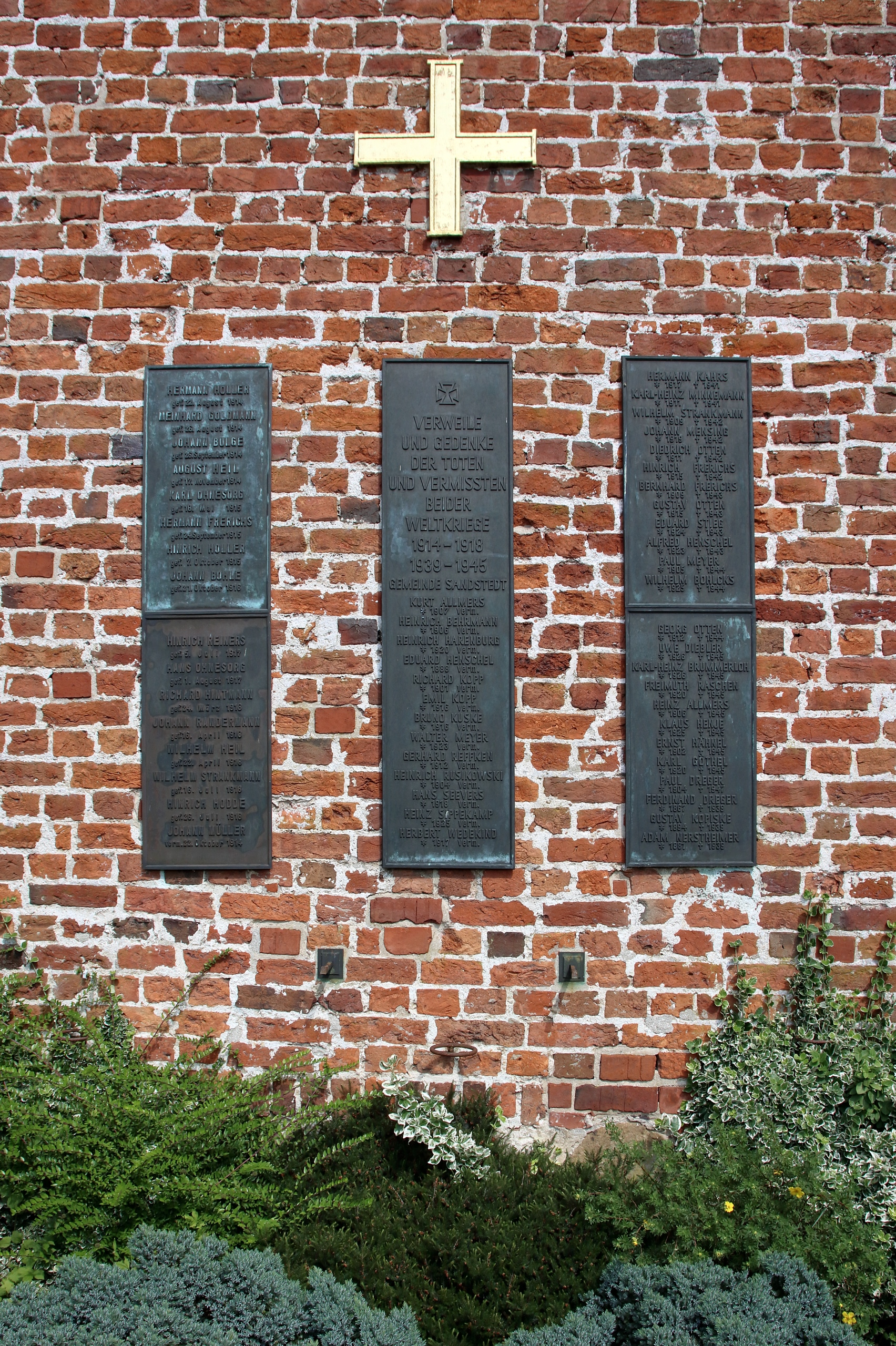
Gedenktafeln für die Toten und Vermissten der beiden Weltkriege
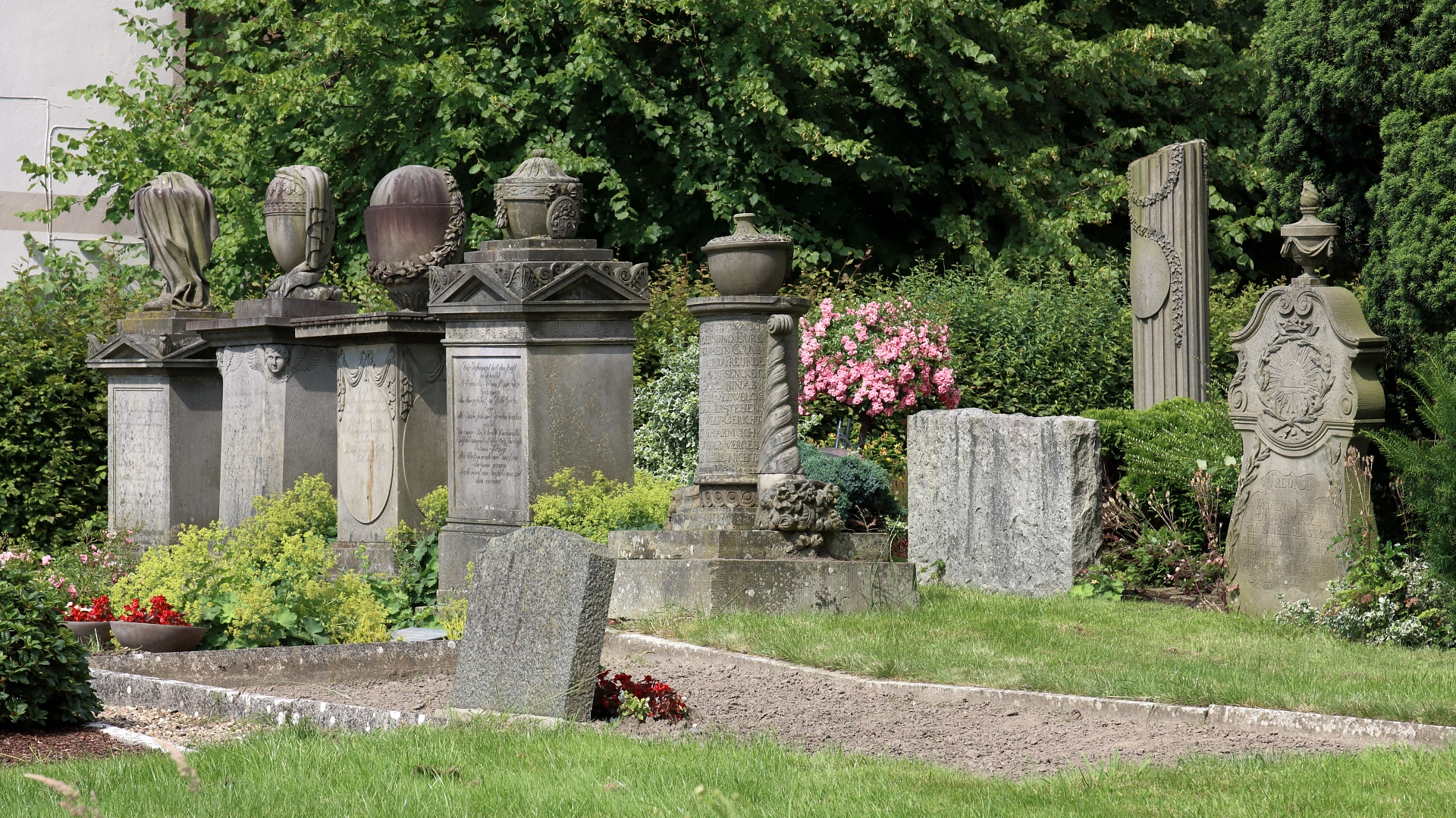
Grabmale
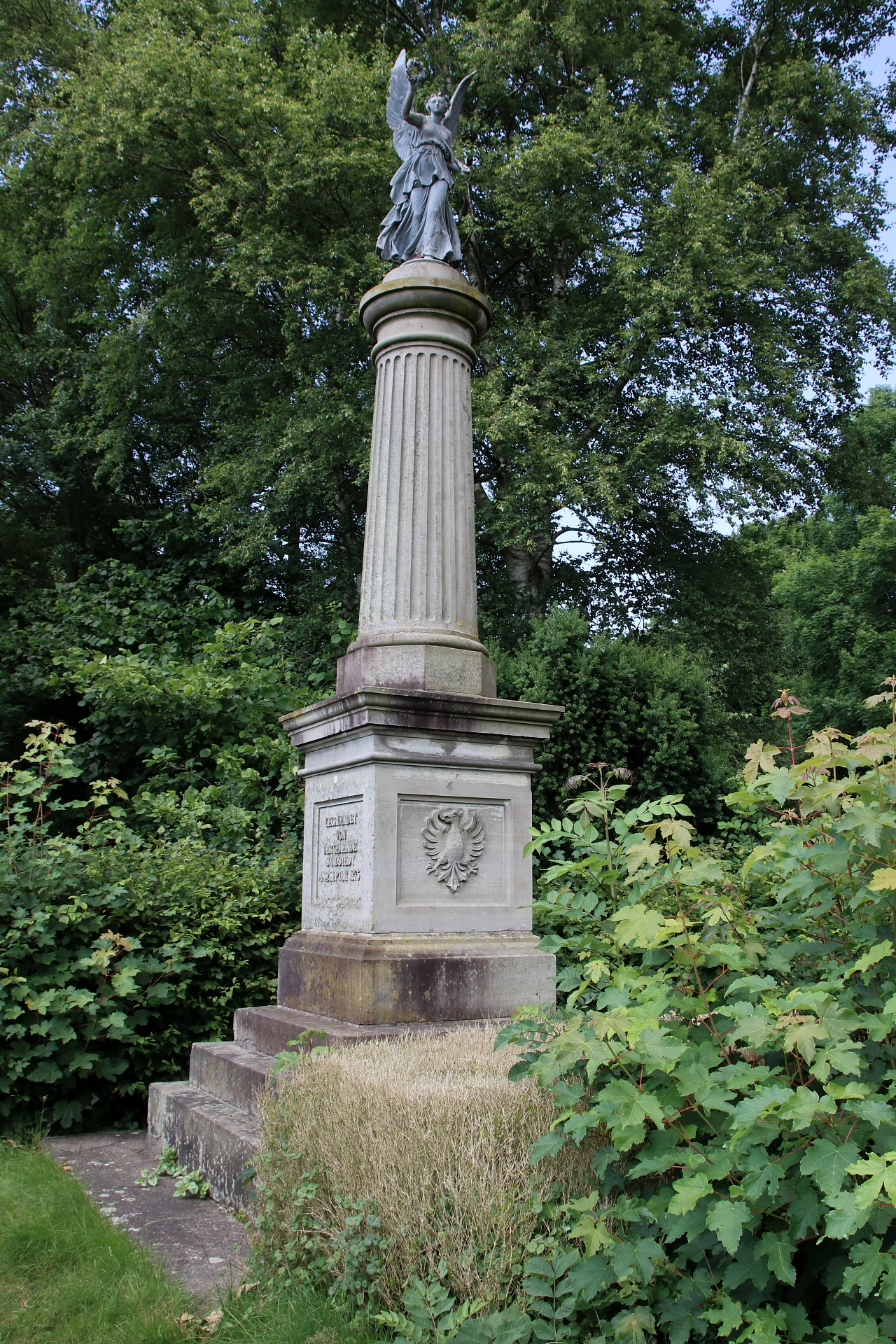
Viktoriasäule